# Hedda Nova
Hedda Nova (15 de mayo de 1889 – 16 de enero de 1981) fue una actriz cinematográfica ucraniana, cuya carrera transcurrió en los Estados Unidos en la época del cine mudo, actuando en un total de 25 filmes estrenados entre 1917 y 1926.

## Biografía
Su verdadero nombre era Hedda Puscewski, y nació en Odesa, en aquel momento parte del Imperio ruso, y actualmente en Ucrania. Su padre era un fabricante de pianos, y Hedda cursó estudios en una institución educativa alemana.
Su primer film fue The Bar Sinister (1917), producido por Edgar Lewis Productions Inc. En 1918 actuó en el serial A Woman in the Web, de Vitagraph Studios, haciendo el papel de la Princesa Olga Muratoft.
Durante 17 años trabajó como actriz cinematográfica en los Estados Unidos, pero no superó la transición al cine sonoro, por la dificultad de hablar el inglés sin acento. Su última película fue My Own Pal (1926), de Fox Film, en la que trabajó con Tom Mix. Tras ella no volvió a actuar ante las cámaras.
Casada con el actor y director Paul Hurst el 4 de noviembre de 1919, Hedda Nova falleció en Atascadero, California, en 1981, a causa de una enfermedad cardiovascular.

## Selección de su filmografía

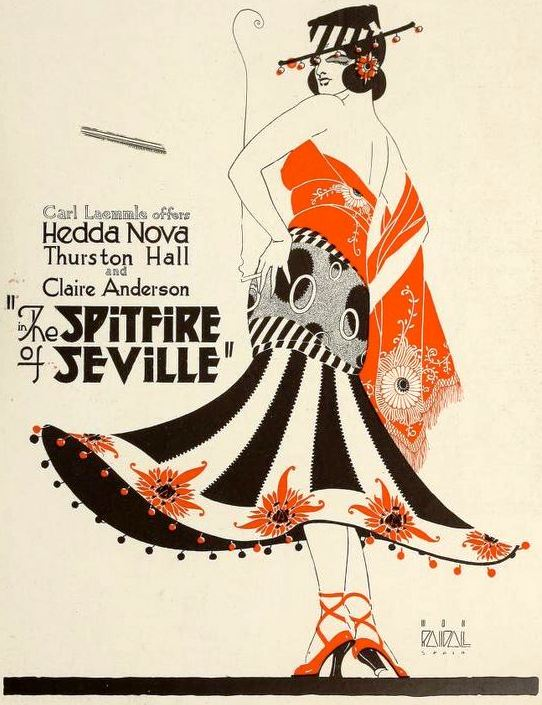
Cartel del film The Spitfire of Seville (1919), en Motion Picture News, 19 de julio de 1919, p. 720.

- The Bar Sinister (1917)
- A Woman in the Web (1918)
- The Crimson Gardenia (1919)
- The Spitfire of Seville (1919)
- The Mask (1921)
- Golden Silence (1923)
- The Gold Hunters (1925)
- My Own Pal (1926)